# Море студёное
«Мо́ре студёное» — советский исторический художественный фильм 1954 года.

## Сюжет
На основе реальных событий. XVIII век, Белое море. На промысел выходит артель поморов. Во время стоянки на Груманте на судно поморов нападают пираты и пускают его на дно. В живых на острове остаются только четверо поморов и проводят там 6 лет. Для тех же, кто ждал их дома, они исчезли навеки.

## Историческая основа
Прототипами героев фильма послужили четверо русских зверобоев из Мезени во главе с кормщиком Алексеем Химковым, в 1743—1749 годах проведшие более 6 лет на необитаемом острове Эдж в юго-восточной части архипелага Шпицберген, носившем на Русском Севере название Малый Бeрун. На основании их рассказов живший и работавший в России французский учёный Пьер Луи Леруа опубликовал в 1760 году сочинение, в русском переводе 1772 года получившее название «Приключения четырёх российских матросов, к острову Ост-Шпицбергену бурею принесённых, где они шесть лет и три месяца прожили».

## В ролях
| Актёр                | Роль                              |
| -------------------- | --------------------------------- |
| Николай Крючков      | Алексей Химков                    |
| Эльза Леждей         | невеста Шарапова Варвара Лопатина |
| Геннадий Юдин        | Степан Шарапов                    |
| Михаил Кузнецов      | Фёдор Веригин                     |
| Марк Бернес          | Еремей Лукич Окладников           |
| Анатолий Кубацкий    | дед Никифор                       |
| Иван Рыжов           | Петруха                           |
| Валентин Грачёв      | Ваня Химков                       |
| Александра Данилова  | Настя Химкова                     |
| Александр Антонов    | Амос Корнилов                     |
| Александр Пелевин    | Вернизобер                        |
| Георгий Черноволенко | капитан Ван-Глек                  |
| Георгий Георгиу      | Хендрикс                          |
| Валентина Телегина   | сваха Терентьевна                 |
| Елена Максимова      | ворожея Дергачиха                 |
| Владимир Тягушев     | Прошка Парамонов                  |
| Игорь Безяев         | помор                             |
| Георгий Милляр       | дьячок / скоморох                 |

## Съёмочная группа
- Авторы сценария: Константин Бадигин, Владимир Крепс
- Режиссёр: Юрий Егоров
- Оператор: Игорь Шатров
- Художники: Константин Урбетис, Сергей Козловский.
- Композитор: Гавриил Попов

## Различия между фильмом и реальными событиями
- Имена и фамилии всех четверых зимовщиков при экранизации сохранены полностью. Основное расхождение касается Ивана Химкова. В фильме Ваня Химков изображён мальчиком, сыном Алексея Химкова. В реальности степень родства между ними была более далёкой, также Иван был примерно равного возраста Алексею.
- В фильме карбас поморов погибает в результате нападения европейского пиратского корабля. В реальности карбас был затёрт льдами возле острова Эдж. Четверо поморов высадились на остров, чтобы разведать состояние зимовья, и остались там на ночёвку. В ту же ночь карбас был раздавлен пришедшими в движение льдами, при крушении погибли все 10 человек, остававшиеся на борту корабля.